# Honey (Are U Coming?)
Honey (Are U Coming?) è un singolo del gruppo musicale italiano Måneskin, pubblicato il 1º settembre 2023 come primo estratto dalla riedizione del terzo album in studio Rush!.

## Descrizione
La canzone è stata scritta dai membri della band con Sylvester Sivertsen, Justin Tranter, Jussi Karvinen e Cxloe, al termine del tour nordamericano dei Måneskin tra Londra e Los Angeles. Il frontman Damiano David ha spiegato il significato della canzone:

## Promozione
Honey (Are U Coming?) è stato annunciato l'8 agosto 2023 attraverso un estratto di trenta secondi pubblicato sull'account Instagram del gruppo. I Måneskin lo hanno presentato dal vivo in occasione degli MTV Video Music Awards 2023 tenuti il 12 settembre seguente.

## Accoglienza
Elena Palmieri di Rockol ha scritto che il singolo «presenta spunti e influenze diverse da quelle riconoscibili nei precedenti lavori del gruppo» accostando le sonorità a quelle di Time Is Running Out dei Muse e Mr. Brightside dei The Killers, con una «rabbia nel suono» e «uno spirito più crudo». Valentina Giampieri di GQ Italia ha definito il brano come «l'esperimento più riuscito» del gruppo, che si mostra «instancabile nel loro desiderio di sperimentare con ogni sfumatura del rock».

## Video musicale
Il video, diretto da Tommaso Ottomano, è stato reso disponibile dal 5 settembre seguente attraverso il canale YouTube del gruppo.

## Tracce
Testi e musiche di Damiano David, Victoria De Angelis, Thomas Raggi, Ethan Torchio, Rami Yacoub, Sylvester Sivertsen, Justin Tranter, Jussi Karvinen, Cxloe.
1. Honey (Are U Coming?) – 2:47

## Classifiche

### Classifiche settimanali
| Classifica (2023)                | Posizione massima |
| -------------------------------- | ----------------- |
| Austria                          | 47                |
| Canada (rock)                    | 29                |
| Francia                          | 140               |
| Germania                         | 80                |
| Italia                           | 32                |
| Lituania                         | 6                 |
| Regno Unito                      | 75                |
| Stati Uniti (alternative)        | 4                 |
| Stati Uniti (hard rock)          | 4                 |
| Stati Uniti (rock & alternative) | 37                |
| Svizzera                         | 43                |

### Classifiche di fine anno
| Classifica (2023) | Posizione |
| ----------------- | --------- |
| Russia            | 167       |
| Classifica (2024) | Posizione |
| Bielorussia       | 159       |